# Dunkle Walddeckelschnecke
Die Dunkle Walddeckelschnecke (Cochlostoma obscurum) ist eine auf dem Land lebende Schneckenart aus der Familie der Walddeckelschnecken (Cochlostomatidae) in der Ordnung Architaenioglossa ("Alt-Bandzüngler").

## Merkmale
Das rechtsgewundene, vergleichsweise große Gehäuse ist 10,0 bis 11,5 mm hoch und 4,8 mm breit. Es hat 7 bis 8½ nur wenig gerundete Umgänge. Die ersten Umgänge bilden eine leichte Schulter aus, die aber von der Naht völlig verdeckt wird. Die Außenlinie verläuft fast gerade. Der letzte Umgang kann nahe der Außenkante eine leichte Schulter bilden. Die Oberfläche ist auf der ersten halben embryonalen Windung mit schwachen Runzeln versehen. Auf den nächsten 1,5 Windungen bilden sich sehr feine Rippen aus. Die folgenden Windungen sind mit kräftigen, etwas unregelmäßig angeordneten Rippen versehen; etwa 8 bis 9 Rippen kommen auf einen Millimeter. Auf den letzten Windungen werden die Rippen dichter (12 bis 13 Rippen pro Millimeter). Die Endwindung steigt zur Mündung hin kaum oder gar nicht an. In der Frontalansicht hat die Mündung einen birnenförmigen Umriss. Der Mündungsrand ist zurückgebogen und verstärkt. Er ist weiß gefärbt und einheitlich, also innen nicht verdickt. Der umgebogene Mündungsrand wird zur Spindel hin enger, ist aber nicht ohrförmig ausgezogen. Der Nabel ist sehr eng. Das gelbbraune Gehäuse zeigt drei Reihen dunkler Flecken oder Bänder: unter der Naht eine Reihe brauner Flecken, ein unterbrochenes braunes Band oberhalb der Naht und ein breites periumbilikales braunes Band, das durch weiße Intervalle unterbrochen ist.
Der Weichkörper ist oben rot, weißlich mit rötlichen Tönen an den Seiten und blass auf der Unterseite.

### Ähnliche Arten
Der Mündungsrand ist wie bei der Kleinen Walddeckelschnecke (Cochlostom septemspirale) zurückgebogen, verstärkt und auch weiß gefärbt, besteht jedoch nicht aus zwei Teilen wie bei dieser Art.

## Geographische Verbreitung und Lebensraum
Das Verbreitungsgebiet umfasst zwei nicht zusammenhängende Gebiete in Frankreich und Nordspanien (Départements Yonne und Côte-d’Or in Burgund) und in den nördlichen Vorgebirgen der Pyrenäen. Die etwas größeren Populationen der Hochgebirgspyrenäen wurden von Gofas (2001) als eigene Art Cochlostoma crassilabrum aufgefasst. Andere Autoren sehen dagegen Cochlostoma crassilabrum als Synonym von Cochlostoma obscurum an. Entsprechend reicht im zweiten Fall auch das Verbreitungsgebiet bis auf die spanische Seite der Hochgebirgspyrenäen.
Die Tiere leben auf und unter Kalkfelsen und Kalkgeröll in der Laubstreu von Wäldern.

## Lebensweise
Die Tiere sind nicht besonders aktiv und bewegen sich nur sehr langsam. Das Gehäuse wird leicht schräg aufwärts getragen. Die Weibchen legen sehr große, annähernd zylindrische Eier von bis 1,5 mm Länge ab. Die Jungtiere schlüpfen nach 20 bis 25 Tagen.

## Taxonomie
Das Taxon wurde 1805 von Jacques Philippe Raymond Draparnaud als Cyclostoma obscurum erstmals beschrieben. Wilhelm Kobelt stellte die Art erstmals zur Gattung Cochlostoma Jan, 1830. Heute wird die Art meist zur Untergattung Cochlostoma (Obscurella) Clessin, 1889 gestellt. Raven (1990) behandelte Obscurella als eigenständige Gattung.
Das Taxon wird in der Literatur nicht einheitlich behandelt. Gofas (2001) sieht in den etwas größeren Populationen der Hochgebirgspyrenäen eine eigene Art, Cochlostoma crassilabrum. Dagegen betrachten andere Autoren Cochlostoma crassilabrum als Synonym von Cochlostoma obscurum. Je nach Auffassung ist das Verbreitungsgebiet beschränkt auf Frankreich oder reicht im zweiten Fall bis nach Spanien hinein, und die Variabilität in der Größe ist im ersteren Fall deutlich kleiner (10 bis 11,5 mm hoch), verglichen mit 10 bis 14 mm nach der zweiten Auffassung. Gofas (2001) führte eine Allozym-Elektrophorese an den Arten durch. Er fand zwischen den Populationen in Burgund und den Vorgebirgspyrenäenpopulationen eine kalkulierte genetische Distanz von 0,18 bis 0,21. Dagegen war die genetische Distanz zwischen der Vorgebirgspyrenäenpopulation und der Hochgebirgspyrenäenpopulation mit 0,32 bis 0,42 deutlich größer und näherte sich der genetischen Distanz von 0,45 bis 0,67 für die sympatrisch vorkommenden Arten Cochlostoma partioti und Cochlostoma crassilabrum.

## Belege

### Online
- AnimalBase - Cochlostoma obscurum